# 御船町
御船町（日语：／ Mifune machi */?）是位于日本熊本縣上益城郡的一個城鎮，于1955年1月1日由舊御船町、瀧水村、七瀧村、木倉村、高木村、豐秋列村合併而成。

## 歷史
過去是上益城地方的政治、經濟、文化中心；但是在西南戰爭中，是主要的戰場之一。

### 年表
- 1879年：實施郡區町村編制法，現在的轄區在當時分屬：御船町、瀧川村、木倉村、瀧水村、上野村、豐秋村。[1]
- 1889年4月1日：實施町村制，現在的轄區在當時分屬：御船町、瀧川村、木倉村、高木村、七瀧村、瀧尾村、水越村、豐秋村、陣村、小坂村。
- 1918年4月1日：御船町和瀧川村合併為新設置的御船町。
- 1933年4月1日：瀧尾村和水越村合併為瀧水村。
- 1955年1月1日： 御船町、木倉村、高木村、七瀧村、瀧水村、豐秋村、陣村、小坂村合併為新設置的御船町。

### 變遷表
| 1889年以前 | 1889年4月1日 | 1889年 - 1944年     | 1945年 - 1954年     | 1955年 - 1964年     | 1965年 - 1988年     | 1989年 - 現在       | 現在                |
| ---------- | ------------ | ------------------- | ------------------- | ------------------- | ------------------- | ------------------- | ------------------- |
|            | 御船町       | 1918年4月1日 御船町 | 1918年4月1日 御船町 | 1955年1月1日 御船町 | 1955年1月1日 御船町 | 1955年1月1日 御船町 | 1955年1月1日 御船町 |
|            | 瀧川村       | 1918年4月1日 御船町 | 1918年4月1日 御船町 | 1955年1月1日 御船町 | 1955年1月1日 御船町 | 1955年1月1日 御船町 | 1955年1月1日 御船町 |
|            | 木倉村       |                     |                     | 1955年1月1日 御船町 | 1955年1月1日 御船町 | 1955年1月1日 御船町 | 1955年1月1日 御船町 |
|            | 高木村       |                     |                     | 1955年1月1日 御船町 | 1955年1月1日 御船町 | 1955年1月1日 御船町 | 1955年1月1日 御船町 |
|            | 七瀧村       |                     |                     | 1955年1月1日 御船町 | 1955年1月1日 御船町 | 1955年1月1日 御船町 | 1955年1月1日 御船町 |
|            | 瀧尾村       | 1940年4月1日 瀧水村 | 1940年4月1日 瀧水村 | 1955年1月1日 御船町 | 1955年1月1日 御船町 | 1955年1月1日 御船町 | 1955年1月1日 御船町 |
|            | 水越村       | 1940年4月1日 瀧水村 | 1940年4月1日 瀧水村 | 1955年1月1日 御船町 | 1955年1月1日 御船町 | 1955年1月1日 御船町 | 1955年1月1日 御船町 |
|            | 豐秋村       |                     |                     | 1955年1月1日 御船町 | 1955年1月1日 御船町 | 1955年1月1日 御船町 | 1955年1月1日 御船町 |
|            | 陣村         |                     |                     | 1955年1月1日 御船町 | 1955年1月1日 御船町 | 1955年1月1日 御船町 | 1955年1月1日 御船町 |
|            | 小坂村       |                     |                     | 1955年1月1日 御船町 | 1955年1月1日 御船町 | 1955年1月1日 御船町 | 1955年1月1日 御船町 |

## 交通

### 鐵路
過去曾有熊延鐵道通過，但已於1964年停駛。

### 道路
高速道路
- 九州自動車道：御船交流道
- 九州中央自動車道：小池交流道 - 上野交流道

## 觀光資源

### 景點
- 吉無田高原
- 吉無田水源
- 御船町恐龍博物館
- 城山公園
- 妙見坂公園：西南戰爭戰場之一
- 熊本野鳥之森：九州唯一的野鳥保護中心
- 八勢目鑑橋：於1855年完成
- 下鶴目鑑橋：於1886年完成
- 熊本縣廳遺跡：1877年年西南戰爭時，熊本縣廳曾暫時遷至此以避開戰場。

### 祭典、活動
- 七瀧神社例大祭：5月第2個星期日

## 教育

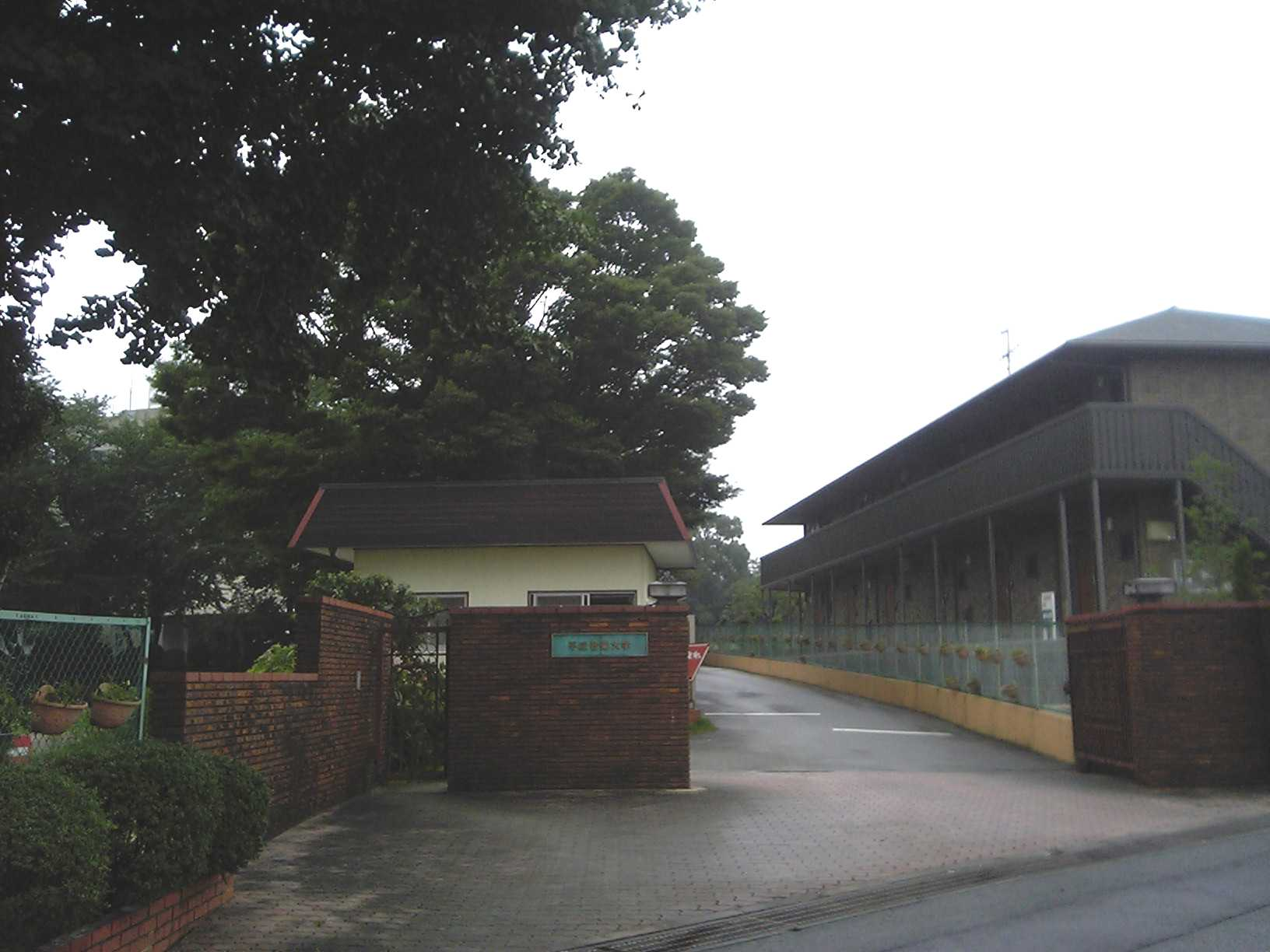
平成音樂大學

### 大學
- 平成音樂大學

### 高等學校
- 熊本縣立御船高等學校

## 本地出身之名人
- 松崎慊堂：儒學專家
- 宮部鼎藏：武士、熊本藩士、尊皇攘夷派的支持者
- 井手宣通：西洋畫家、日本藝術院會員
- 濱田知明：版畫家

## 外部連結
- （日語） 御船町商工會 （页面存档备份，存于）